# Vozovna Karlín
Vozovna Karlín je bývalá tramvajová vozovna v Praze-Karlíně, která stojí na rohu ulic Sokolovská a Šaldova poblíž zastávky MHD Urxova. Původně ji ze severní strany ohraničovala již zrušená železniční trať vedoucí na nádraží Těšnov.

## Historie

### Vozovna koňky
Vozovna v Karlíně je nejstarší vozovnou v Praze; pravidelný provoz v tehdy samostatném Karlíně zahájila společně s první tratí 23. září 1875. Ustájeno v ní bylo 32 koní a deponováno deset vozů koněspřežné tramvaje. Do dvora vedla z ulice jedna kolej, která se poté větvila v dřevěné kůlně na odstavné koleje. Patřila k ní malá dílna, obytná budova s přilehlým skladištěm a stájí pro 64 koní, samostatná kovárna a stáj pro nemocné koně. Od roku 1885 měla manipulační kolej položenou ve dvoře. Zároveň byl vypracován projekt na zděnou dílnu v místech stáje.
Počátkem 90. let 19. století byla kůlna na vozy kvůli havarijnímu stavu zbořena a na jejím místě dalo Generální ředitelství Pražské tramwaye roku 1893 postavit novou halu, která měla kromě výpravny a lampárny také jídelnu. Dvě koleje v odstavné části remízy pokračovaly do nové zděné dílenské budovy. V areálu zůstala i původní manipulační kolej z roku 1885.
Protože se Elektrické podniky rozhodly elektrifikovat karlínskou trať, začaly 21. května 1900 bourat starou remízu se stájemi a na uvolněném pozemku budovat novou vozovnu pro elektrické tramvaje.

### Vozovna elektrické dráhy
Nová vozovna byla předána do provozu 19. listopadu 1900. Z původní remízy zůstala pouze budova dílen. Nová hala měla ocelové krovy a skládala se ze dvou částí – z velké remízy s pěti kolejemi pro 25 vozů a malé remízy se čtyřmi kolejemi pro čtyři vozy. Všechny koleje měly prohlížecími kanály, dvě koleje dál pokračovaly do dílen a jedna do skladiště. Od 20. let 20. století byla spojena s nedalekou vozovnou Libeň v jeden organizační celek. Měly společnou výpravnu a k roku 1924 z obou vyjíždělo celkem 76 vozů (56 motorových a 20 vlečných).
Dne 10. března 1951 bylo z obou vozoven vypraveno 34 motorových a 58 vlečných vozů na linky č. 5, 8, 10, 15 a 19, zatímco večer všechny vozy zatáhly do nové vozovny Hloubětín. K odpojení karlínské vozovny od kolejové sítě elektrických drah došlo 6. prosince 1955. Pražský dopravní podnik posléze areál využíval pro potřeby své autodopravy. Po roce 1989 komplex odkoupil soukromý investor, který ho využívá jako prodejnu a opravnu automobilů.